# Diablos Rojos del México
I Diablos Rojos del México (in inglese: Mexico Red Devils) sono una squadra professionistica messicana di pallacanestro con sede a Città del Messico, in Messico. I Diablos Rojos competono nella Liga Nacional de Baloncesto Profesional (LNBP), la massima lega professionistica di basket in Messico.

## Storia
La squadra è stata fondata nel maggio 2024 ed è di proprietà della Fundación Alfredo Harp Helú, che possiede anche la squadra di baseball dei Diablos Rojos militante nella Liga Mexicana de Béisbol. Il club è stato presentato ufficialmente il 22 maggio 2024 come squadra di espansione in vista della stagione 2024 della LNBP, e l’argentino Nicolás Casalánguida è stato annunciato come primo allenatore della squadra.
Il club aveva inizialmente espresso l’intenzione di giocare al Palacio de los Deportes, impianto che ha ospitato il torneo di pallacanestro alle Olimpiadi estive del 1968 e che ha una capienza di 20.000 spettatori. Tuttavia, l’11 maggio 2024, è stato comunicato che le partite casalinghe si sarebbero disputate al più piccolo Gimnasio Olímpico Juan de la Barrera, che può ospitare 5.242 spettatori e che in passato è stato sede dei Capitanes de Ciudad de México dal 2017 al 2020 .
I Diablos Rojos hanno debuttato il 22 luglio 2024, perdendo per 88–89 contro i Santos de San Luis nel Gimnasio Olímpico Juan de la Barrera. La squadra ha chiuso la stagione al terzo posto con un bilancio di 21 vittorie e 11 sconfitte, qualificandosi per i playoff. Il 16 novembre 2024, i Diablos Rojos hanno vinto il titolo della Zona Ovest sconfiggendo i Soles de Mexicali per 4 gare a 2, ottenendo così l’accesso alla finale del campionato LNBP, dove hanno affrontato gli Halcones de Xalapa. I Diablos Rojos hanno conquistato il titolo LNBP 2024 battendo gli Halcones nella serie finale in cinque partite, diventando la prima squadra con sede a Città del Messico a vincere un campionato LNBP.

## Palmarès

### Titoli nazionali
- Liga Nacional de Baloncesto Profesional: 1

2024

## Organico

### Roster 2024
Il roster per la stagione sportiva 2024
|    | Naz.                                        | Ruolo | Sportivo         | Anno | Alt. | Peso |  |
| -- | ------------------------------------------- | ----- | ---------------- | ---- | ---- | ---- |  |
| 2  | Messico (bandiera)                          | AP    | Gael Bonilla     | 2003 | 204  | 93   |  |
| 6  | Argentina (bandiera)                        | G     | Santiago Scala   | 1991 | 187  | 80   |  |
| 7  | Messico (bandiera)                          | G     | José Cruz        | 2001 | 191  | 85   |  |
| 8  | Argentina (bandiera)                        | PG    | Luciano González | 1990 | 188  | 78   |  |
| 10 | Senegal (bandiera) · Stati Uniti (bandiera) | C     | Malik Dime       | 1992 | 206  | 100  |  |
| 12 | Stati Uniti (bandiera)                      | PG    | Avry Holmes      | 1994 | 185  | 77   |  |
| 22 | Stati Uniti (bandiera)                      | G     | Michael Smith    | 1995 | 193  | 88   |  |
| 24 | Venezuela (bandiera)                        | AG    | Michael Carrera  | 1993 | 196  | 82   |  |
| 27 | Panama (bandiera)                           | G     | Daniel Girón     | 1989 | 192  | 85   |  |
| 28 | Messico (bandiera)                          | C     | Irving Martínez  | 1999 | 219  | 104  |  |
| 31 | Messico (bandiera) · Stati Uniti (bandiera) | AG    | J.J. Avila       | 1991 | 203  | 113  |  |
| 44 | Messico (bandiera) · Panama (bandiera)      | C     | Joshua Ibarra    | 1995 | 211  | 113  |  |

### Staff tecnico
| Ruolo           | Nome                 |
| --------------- | -------------------- |
| Capo Allenatore | Nicolás Casalánguida |
| Assistente      | Elian Villafañe      |
| Assistente      | Jhovanny García      |